# Pseudamia
Pseudamia – rodzaj ryb z rodziny apogonowatych.

## Klasyfikacja
Gatunki zaliczane do tego rodzaju:
- Pseudamia amblyuroptera
- Pseudamia gelatinosa
- Pseudamia hayashii
- Pseudamia nigra
- Pseudamia rubra
- Pseudamia tarri
- Pseudamia zonata